# David Costa
David Pereira Da Costa (* 5. Januar 2001 in Lissabon) ist ein portugiesischer Fußballspieler, der aktuell bei Portland Timbers unter Vertrag steht.

## Karriere

### Verein
Costa begann seine fußballerische Ausbildung beim RC Lens, wo er bis 2020 nur in der Jugend aktiv war. 2019/20 absolvierte er die ersten Spiele in der National 2 für die Amateurmannschaft. Außerdem stand er am 28. Spieltag auch das erste Mal im Kader der Profimannschaft gegen die US Orléans. Vor der Spielzeit 2020/21 erhielt er seinen ersten Profivertrag beim RC Lens. Am 8. November 2020 (10. Spieltag) debütierte er gegen Stade Reims, als er in der 73. Minute für Steven Fortes ins Spiel kam. Gegen die AS Saint-Étienne schoss er nach Einwechslung für Tony Mauricio am 3. März 2021 (28. Spieltag) sein erstes Tor im Profibereich (Ergebnis: 3:2). In seiner Debütsaison 2020/21 kam Costa auf insgesamt sieben Einsätze in der Ligue 1. In den darauffolgenden Spielzeiten 2021/22 und 2022/23 etablierte er sich als Stammspieler beim RC Lens und absolvierte 33 bzw. 31 Ligaspiele. In der Saison 2023/24 wurde er verletzungsbedingt etwas zurückgeworfen, stand jedoch dennoch in 25 Partien auf dem Platz. Bis Februar der Spielzeit 2024/25 bestritt er weitere elf Einsätze in der Ligue 1, bevor er seinen Ausbildungsverein verließ und in die nordamerikanische Major League Soccer zu den Portland Timbers wechselte.

### Nationalmannschaft
Costa spielte bislang für mehrere Juniorenteams Portugals. Im Spiel für die U19 gegen Frankreich ein Tor und gab eine Vorlage.